# Křížová cesta (Lešná)
Zaniklá Křížová cesta v Lešné na Vsetínsku vedla z obce na východ k obci Vysoká.

## Historie
Křížová cesta vedla zaniklou polní cestou na Vysokou. Pět kaplí bylo postaveno v letech 1750–1759. Tři byly zbourány v letech 1980–1982.
Dvě zbylá zastavení jsou chráněna jako nemovitá Kulturní památka České republiky.